# Ana Maria Teles Carreira
Ana Maria teles Carreira là đại sứ của Angola tại Vương quốc Anh. Cô có bằng Luật, bằng Thạc sĩ về Nghiên cứu Ngoại giao của Học viện Ngoại giao Luân Đôn tại Đại học Westminster và là một nhà ngoại giao chuyên nghiệp trong Bộ Ngoại giao Anh. Trong số các vị trí mà cô đã từng giữ trong Bộ Ngoại giao, thì có Giám đốc Pháp lý và Lãnh sự và Giám đốc Châu Á và Châu Đại Dương. Cô phục vụ tại Congo Brazzaville với tư cách là cố vấn và là Đại sứ tại Ấn Độ và Đại sứ không cư trú tại Thái Lan. Cô được công nhận vào tại Tòa án St. James's vào tháng 11 năm 2005. Cô cũng là Đại sứ không thường trú tại Ireland.